# Graphiurus rupicola
Graphiurus rupicola је врста глодара из породице пухова (Gliridae).

## Распрострањење
Ареал врсте је ограничен на мањи број држава. Врста је присутна у Јужноафричкој Републици, Анголи и (непотврђено) Намибији.

## Станиште
Станишта врсте су планине и брдовити предели.

## Угроженост
Ова врста није угрожена, и наведена је као последња брига јер има широко распрострањење.